# 1971 في الأرجنتين
فيما يلي قوائم الأحداث التي وقعت خلال عام 1971 في الأرجنتين.

## رياضة
- 24 يناير – جائزة الأرجنتين الكبرى 1971 الفائز كريس أمون.

## مواليد

### يناير
- 23 يناير – ليونيل جانسيدو لاعب كرة قدم أرجنتيني.[1]
- 26 يناير – ريكاردو إسماعيل روخاس لاعب كرة قدم باراغواياني.[2]

### فبراير
- 5 فبراير – غابرييل كابايرو لاعب كرة قدم مكسيكي.[3]

### مارس
- 4 مارس – لويس ألبرتو لازارتي ملاكم أرجنتيني.
- 9 مارس – دييغو توريس[4]
- 12 مايو – مارسيلو نيكولا لاعب كرة قدم أرجنتيني.

### أبريل
- 9 أبريل – عمر أسد مدرب، ولاعب كرة قدم أرجنتيني.[5]
- 10 أبريل – هوغو سكونوتشيني لاعب كرة سلة أرجنتيني.[6]
- 12 أبريل – فيرناندو ميليغيني لاعب كرة مضرب برازيلي.
- 27 أبريل – لويس ألبرتو بونيت لاعب كرة قدم أرجنتيني.[7]
- 30 أبريل – كارلوس بالدومير ملاكم أرجنتيني.

### مايو
- 12 مايو – مارسيلو نيكولا لاعب كرة قدم أرجنتيني.
- 16 مايو – خوسيه أوسكار فلوريس[8]
- 17 مايو – ماكسيما ملكة هولندا[9]
- 20 مايو – فالديمار منديز

### يونيو
- 12 يونيو – فلورنسيا لابات لاعبة كرة مضرب أرجنتينية.

### أغسطس
- 5 أغسطس – بابلو دياز

### سبتمبر
- 4 سبتمبر – خورخي راكا لاعب كرة سلة أرجنتيني.[6]
- 26 سبتمبر – فرناندو نيكولاس أوليفا لاعب كرة قدم أرجنتيني.[10]

### أكتوبر
- 5 أكتوبر – ألفريدو بيرتي مدرب، ولاعب كرة قدم أرجنتيني.
- 5 أكتوبر – ماوريسيو بيليغرينو[11]
- 9 أكتوبر – مارتن سترينجاري لاعب كرة مضرب أرجنتيني.
- 20 أكتوبر – باتريسيو أرنولد لاعب كرة مضرب أرجنتيني.
- 28 أكتوبر – روبرتو مولينا لاعب كرة قدم أرجنتيني.

### نوفمبر
- 10 نوفمبر – كارلوس رويز مدرب، ولاعب كرة قدم أرجنتيني.[12]

### ديسمبر
- 17 ديسمبر – اجناسيو كارلوس غونزاليس لاعب كرة قدم أرجنتيني.[13]

## وفيات

### يناير
- 1 يناير – فيليكس رومانو (مواليد 1895) لاعب كرة قدم أرجنتيني.

### مارس
- 18 مارس – فرنسيس نافارو (مواليد 1920) ممثلة أرجنتينية.

### أبريل
- 11 أبريل – أمادو أزار (مواليد 1913) ملاكم أرجنتيني.

### مايو
- 5 مايو – فيوليت جيسوب (مواليد 1887)[14]

### يونيو
- 6 يونيو – روبرتو فيو (مواليد 1931) لاعب كرة سلة أرجنتيني.

### سبتمبر
- 21 سبتمبر – برناردو هوساي (مواليد 1887) طبيب أرجنتيني.[15]